# 플라사 콜로니아

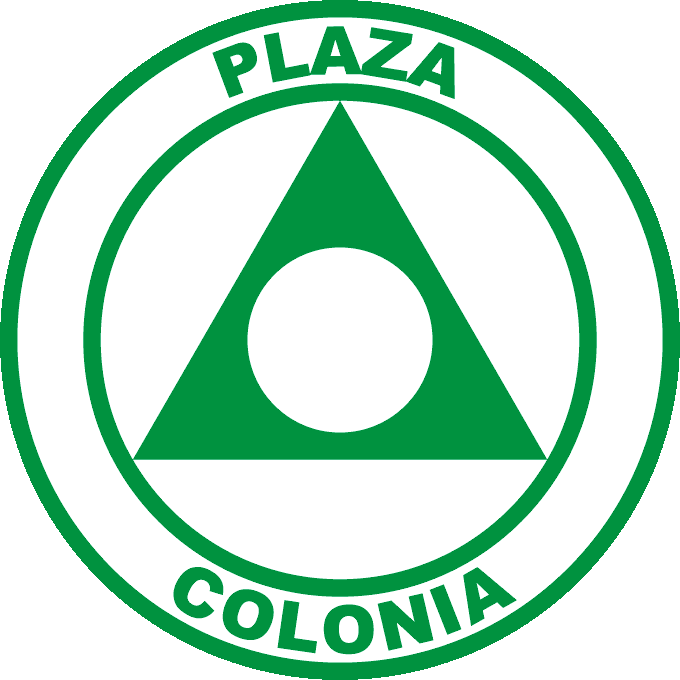

플라사 콜로니아(Club Plaza de Deportes Colonia)는 콜로니아델사크라멘토를 연고로 하는 우루과이의 축구단이다. 현재 우루과이 프리메라 디비시온에 참가하고 있다.

## 선수 명단

### 현역
참고: FIFA 자격 규정에 따라 소속된 국가대표팀 국기를 표시합니다. 선수는 복수의 FIFA 비회원국 국적을 가지고 있을 수 있습니다.
| 번호 | 포지션 | 국적 | 이름 |
| ---- | ------ | ---- | ---- |

| 번호 | 포지션 | 국적 | 이름                 |
| ---- | ------ | ---- | -------------------- |
| 99   | FW     |      | 알렉스 브루노        |
| -    | FW     |      | 디오고 드 올리베이라 |